# ReliefWeb
ReliefWeb (RW) est un portail d'information humanitaire fondé en 1996 par les Nations unies. Le portail héberge aujourd'hui plus de 720 000 rapports de situation humanitaire, communiqués de presse, évaluations, lignes directrices, évaluations, cartes et infographies. Le portail est un véhicule d'information indépendant, conçu spécifiquement pour aider la communauté humanitaire internationale à fournir efficacement une aide ou des secours d'urgence. Il fournit des informations au fur et à mesure que les crises humanitaires se déroulent, tout en mettant l'accent sur la couverture des urgences oubliées.

## Histoire
ReliefWeb a été fondé en octobre 1996 et est administré par le Bureau de la coordination des affaires humanitaires (OCHA) des Nations unies. Le projet a débuté sous la direction du département d'État des États-Unis, Bureau des affaires des organisations internationales, qui avait remarqué pendant la crise rwandaise à quel point des informations opérationnelles peu critiques étaient partagées entre les organisations non gouvernementales (ONG), les agences des Nations unies et les gouvernements. En 1995, le Conseiller politique principal du Département en matière de gestion des catastrophes a dirigé une série de discussions au siège des Nations unies à Genève et à New York, ainsi qu'une conférence sur le projet au Département d'État américain dans lequel ReliefWeb en tant que produit et Internet en général étaient présentés comme de nouveaux outils pour la communauté humanitaire.
Son lancement officiel a également été le lancement du premier site web de l'ONU sur les catastrophes. Reconnaissant à quel point la disponibilité d'informations fiables et opportunes en temps d'urgence humanitaire est essentielle, l'Assemblée générale des Nations unies a approuvé la création de ReliefWeb et a encouragé l'échange d'informations humanitaires via ce site par tous les gouvernements, agences de secours et organisations non gouvernementales dans la résolution 51/194 le 10 février 1997. L' Assemblée générale a réitéré l'importance du partage d'informations dans les situations d'urgence et de tirer parti des services d'information d'urgence d'OCHA tels que ReliefWeb dans la résolution 57/153 du 3 mars 2003.
Un premier effort majeur de reconception a été lancé en 2002 et achevé en 2005, axé sur la mise en œuvre d'une architecture d'information plus centrée sur l'utilisateur. En avril 2011, ReliefWeb a lancé une nouvelle plate-forme Web basée sur une technologie open source pour offrir un puissant moteur de recherche/filtre et un système de livraison. En 2012, il a commencé à élargir son champ d'action pour devenir le guichet unique d'informations essentielles sur les crises et les catastrophes mondiales. En novembre 2012, ReliefWeb a réorganisé la page d'accueil, la section « À propos de nous » et le blog et a introduit « Labs », un endroit pour explorer les opportunités et outils nouveaux et émergents pour améliorer la fourniture d'informations aux travailleurs humanitaires.

## Organisation
ReliefWeb a des bureaux dans trois fuseaux horaires différents pour mettre à jour le site web 24 heures sur 24 : Bangkok (Thaïlande), Nairobi (Kenya) et New York (États-Unis). Avant 2011, les trois bureaux étaient situés à Genève (Suisse), Kobe (Japon) et New York (États-Unis). La fermeture des bureaux de Genève et de Kobe était due aux coûts plus élevés associés à ces emplacements.
ReliefWeb a connu une croissance constante de son utilisation. En 2017, 6,8 millions de personnes ont visité le site. La même année, il a publié plus de 57 000 rapports et cartes, 39 500 emplois dans le secteur humanitaire et 2 600 opportunités de formation.